# Molochni
Molochni (russisk: Молочный) er en by på 5.627 indbyggere (2002), beliggende på Kolahalvøen i Murmansk oblast i det nordvestlige Rusland.